# Weld County
Weld County je okres ve státě Colorado ve Spojených státech amerických. K roku 2010 zde žilo 252 825 obyvatel. Správním městem okresu je Greeley. Celková rozloha okresu činí 10 416 km².